# Imukvere (Palamuse)
Imukvere – wieś w Estonii, w prowincji Jõgeva, w gminie Palamuse.